# باخا کالیفرنیا سور
باخا کالیفرنیا سور(به اسپانیایی: Estado Libre y Soberano  de
Baja California Sur) یکی از سی و یک ایالت مکزیک است. این ایالت در ۸ اکتبر ۱۹۷۴ به وجود آمد در شمال آن باخا کالیفرنیا است. مساحت آن ۷۳٬۴۷۵ کیلومتر مربع (۲۸٬۳۶۹ مایل مربع), یا ۳٫۵۷٪ کل مساحت مکزیک است که البته نیمی از مساحت شبه‌جزیره باخا کالیفرنیا محسوب می‌شود. از آن جایی که این ایالت در یک شبه جزیره قرار دارد به غیر از آنکه شمالش باخا کالیفرنیا است در غرب آن اقیانوس آرام و شرق آن خلیج کالیفرنیا است.
بر اساس سرشماری سال ۲۰۰۵ جمعیت آن ۵۱۲٬۱۷۰ نفر بوده‌است. این ایالت یک مرکز توریستی محسوب می‌شود و مرکز و بزرگترین شهر آن لا پاس است. در شهر سانتا روسالیا یک کلیسای تاریخی قرار دارد که معمار آن گوستاو ایفل بوده‌است.